# 1755年の皇帝一家の肖像
『1755年の皇帝一家の肖像』（1755ねんのこうていいっかのしょうぞう）は、マルティン・ファン・マイテンス（子）が1755年に描いた絵画。フランス、ヴェルサイユにあるヴェルサイユ宮殿美術館に所蔵されている。

## 作品
マリア・テレジアは、子どもが生まれるたびごとに家族の肖像画を描かせたため、同じような構図の肖像画が子どもの数だけ存在する。宮廷画家であるマッティン・ファン・メイテンス（子）が手がけた皇帝一家の肖像画は、どれもテレジアと、その夫であり神聖ローマ皇帝であるフランツ1世の2人の周囲に子どもたちが集まっている構図になっている。こうした肖像画は、婚姻関係を結ぶ可能性のある友好国への贈り物として利用された。
本作には皇帝夫妻と12人の子どもたちが描かれており、画面中央、小さな金の椅子の後方に見える金のゆりかごに収まっている赤ちゃんが、皇女マリー・アントワネットである。画面右側で椅子に腰かけて自らの胸を指さしているのが、当時38歳のテレジアである。画面左側ではフランツ1世が、テレジアを指さしている。テレジアの左手にいるのは、後のレオポルト2世である。赤い礼服を着ているのは、後のヨーゼフ2世である。

## ギャラリー

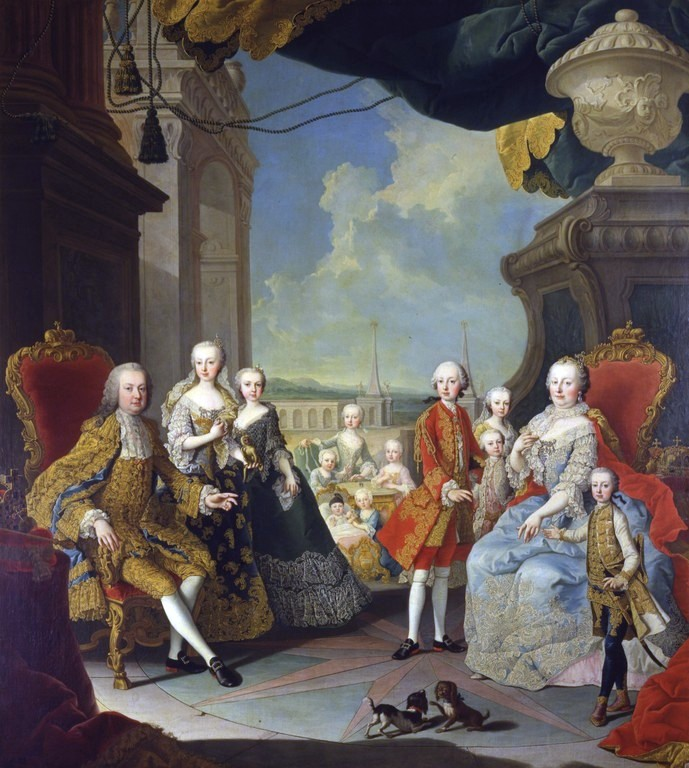
1754年、シェーンブルン宮殿

## 関連する作品
日本ハム株式会社が製造する商品〈アンティエ〉のコマーシャル作品で、皇帝一家の肖像画が採用されている。